# Santa Ana (Curaçao)

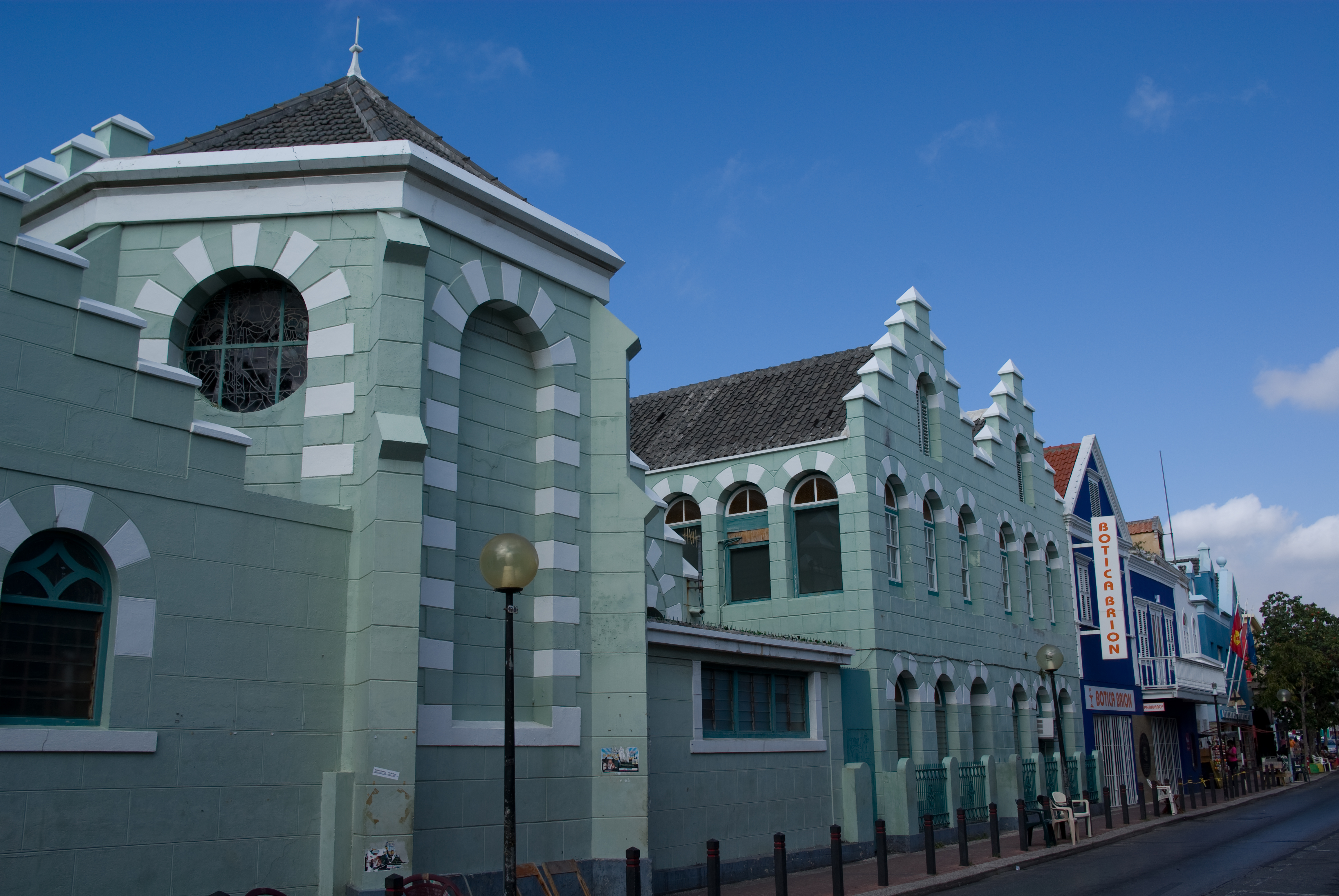
Basilika Santa Ana

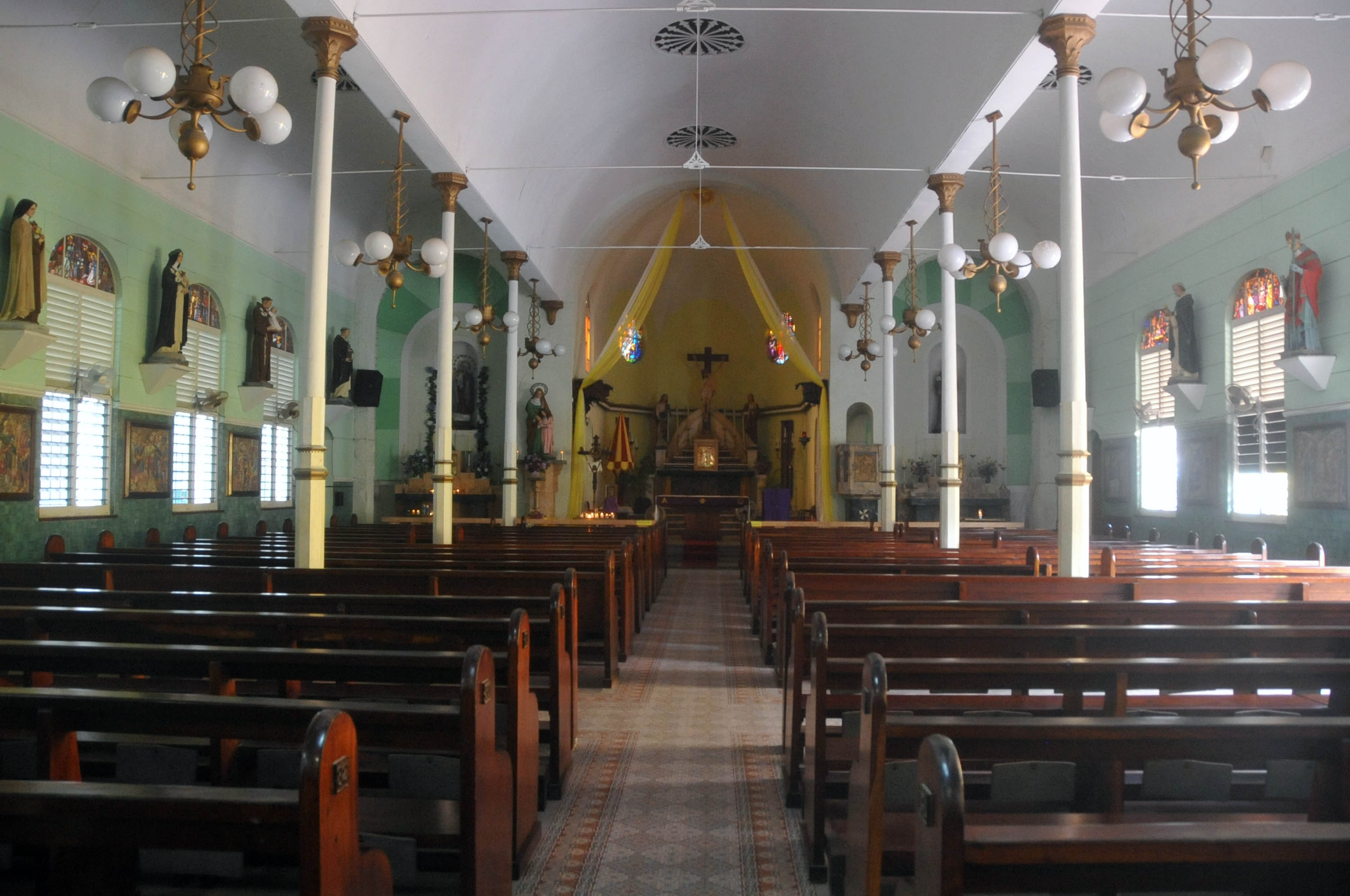
Inneres

Die Basilika Santa Ana ist eine römisch-katholische Kirche in Willemstad auf der niederländischen Insel Curaçao in der Karibik. Sie ist der heiligen Anna, der legendären Mutter der Jungfrau Maria, gewidmet und trägt den Titel einer Basilica minor.

## Geschichte
Die Kirche im niederländischen Kolonialstil wurde zwischen 1734 und 1752 im zentralen Stadtteil Otrabanda errichtet und trug von 1843 bis 1958 den Titel einer Prokathedrale des Apostolischen Vikariats Curaçao. Mit der Errichtung des Bistums Willemstad 1958 wurde jedoch die größere Kirche Reina di Santisimo Rosario von 1870 zur Kathedrale. Santa Ana erhielt ihren heutigen Status als Basilica minor durch Papst Paul VI. im Jahr 1974.
Die Basilika gehört seit 1997 zum UNESCO-Welterbe, als sie als Teil der historischen Viertel der Stadt und Hafen von Willemstad registriert wurde.

## Beschreibung
Die Basilika besitzt ein Kirchenschiff mit flankierenden Seitenschiffen. Der Kirchturm steht auf der Seite des Consciëntiesteeg und die Kapellen zeigen zur Breedestraat hin. Die grau verputzten Fassaden sind mit Fugen in einem Blockmuster versehen, das an große Steinblöcke erinnert. Die Rundbogenfenster sind mit grau-weißem Blockmuster umrahmt. Die charakteristischen Staffelgiebel sind mit Giebelabdeckungen versehen.